# Puig Pedrissa
El Puig Pedrissa, en alguns mapes anomenat Turó de Puig Pedrissa, és una muntanya de 1.639,9 metres situada en el límit entre el terme comunal de Prats de Molló i la Presta, de la comarca del Vallespir, a la Catalunya del Nord i el municipal de Molló, de la comarca del Ripollès. Es troba a la zona meridional del terme de Prats i Molló i la Presta, i a la septentrional del de Molló. És a prop al nord-est de la Creu del Pastoret, al nord del Pic dels Miquelets i al sud-oest de la Collada de Prats.